# Розкладання дробів при інтегруванні
В інтегруванні, розкладання раціонального дробу на суму найпростіших дозволяє інтегрувати раціональні функції. 
Усякий правильний раціональний дріб {\displaystyle {\tfrac {P(x)}{Q(x)}}}, знаменник якого розкладено на множники
{\displaystyle Q(x)=(x-a_{1})^{j_{1}}\cdots (x-a_{m})^{j_{m}}(x^{2}+b_{1}x+c_{1})^{k_{1}}\cdots (x^{2}+b_{n}x+c_{n})^{k_{n}}}
де лінійні множники {\displaystyle (x-a_{i})} в {\displaystyle Q(x)} відповідають дійсним кореням {\displaystyle Q(x)}, а множники {\displaystyle (x^{2}+b_{i}x+c_{i})} — незвідні квадратичні множники {\displaystyle Q(x)} що відповідають парам комплексних спряжених коренів {\displaystyle Q(x)}.
Можна подати (лише єдиним способом) у виді наступної суми найпростіших дробів:
{\displaystyle {\frac {P(x)}{Q(x)}}=P_{1}(x)+\sum _{i=1}^{m}\sum _{r=1}^{j_{i}}{\frac {A_{ir}}{(x-a_{i})^{r}}}+\sum _{i=1}^{n}\sum _{r=1}^{k_{i}}{\frac {B_{ir}x+C_{ir}}{(x^{2}+b_{i}x+c_{i})^{r}}}}
Невизначений інтеграл раціонального дробу на будь-якому проміжку, де знаменник дробу не обертається в нуль, існує і подається через елементарні функції, а саме, він є сумою:
- раціональних дробів (для доданків зі степенем {\displaystyle r>1}),
- раціональних логарифмів (для лінійних дробів зі степенем {\displaystyle r=1}),
- арктангенсів (для квадратичних дробів зі степенем {\displaystyle r=1}).

Зазвичай невідомі коефіцієнти шукають за допомогою методу невизначених коефіцієнтів.
Рішення Ісаака Барроу для інтегралу від секансу було першим випадком використання розкладання дробів в інтегруванні.

## Неформальний опис
Відомо, що многочлен n-го степеня в загальному випадку має n комплексно-спряжених коренів (деякі корені можуть збігатися). Наприклад, многочлен x2 − 6x + 8 має два корені; многочлен x3 − 6x2 + 8x + 7 має три корені тощо.
Відповідно, будь-який многочлен може бути розкладений за формулою
{\displaystyle ax^{n}+bx^{n-1}+...+k=a(x-x_{1})(x-x_{2})(x-x_{3})...(x-x_{n})}
де {\displaystyle x_{1}}, {\displaystyle x_{2}}…{\displaystyle x_{n}} — корені многочлена.
Наприклад, многочлен x2 − 6x + 8 можна розкласти наступним чином:
x2 − 6x + 8 = (x - 2)(x - 4),
де 2 і 4 — корені квадратного рівняння
x2 − 6x + 8=0.
Отже, дріб, знаменником якої є многочлен, може бути розкладений наступним чином:
{\displaystyle {\frac {1}{ax^{n}+bx^{n-1}+...+k}}={\frac {A}{a}}+{\frac {B}{(x-x_{1})}}+{\frac {C}{(x-x_{2})}}+{\frac {D}{(x-x_{3})}}+...+{\frac {K}{(x-x_{n})}}}.
Ця операція розкладання дробу в деякому сенсі зворотня операції приведення дробу до спільного знаменника, з тією лише різницею, що тут ставиться зворотня задача — не привести дріб до спільного знаменника, а розкласти дріб, що має спільний знаменник, на декілька дробів, що мають різні знаменники.
Для прикладу розкладемо дріб
{\displaystyle {\frac {1}{x^{2}-6x+8}}}.
Згідно з тим, що написано вище, розклад цього дробу буде таким
{\displaystyle {\frac {1}{x^{2}-6x+8}}={\frac {A}{x-2}}+{\frac {B}{x-4}}}.
Почнемо приводити два дроби у правій частині рівняння до спільного знаменника, і, очевидно, що чисельник, отриманого дробу буде рівним чисельнику первісного дробу
{\displaystyle {\frac {1}{x^{2}-6x+8}}},
тобто, чисельник отриманого дробу буде дорівнювати одиниці.
Маємо
{\displaystyle {\frac {1}{x^{2}-6x+8}}={\frac {A(x-4)}{(x-2)(x-4)}}+{\frac {B(x-2)}{(x-4)(x-2)}}}.
Записуючи два дроба з правого боку під одну риску, отримаємо
{\displaystyle {\frac {1}{x^{2}-6x+8}}={\frac {A(x-4)+B(x-2)}{(x-2)(x-4)}}}.
Розкривши дужки в знаменнику, отримаємо
{\displaystyle {\frac {1}{x^{2}-6x+8}}={\frac {A(x-4)+B(x-2)}{x^{2}-6x+8}}}.
Враховуючи, що знаменники однакові, то чисельники дробів з правої і лівої сторони можна порівняти; тоді отримаємо:
{\displaystyle 1=A(x-4)+B(x-2)}.
Розкриємо дужки з правої частини рівності та згрупуємо доданки:
{\displaystyle 1=(A+B)x+(-4A-2B)}.
В лівій частині множник при змінній х дорівнює нулю (змінна х відсутня), а вільний член дорівнює 1. В правій частині рівності множник при х дорівнює (А+В), а вільний член дорівнює (-4A — 2B). Прирівнюючи множники при х в правій і лівій частинах отримуємо рівняння:
{\displaystyle (A+B)=0}.
Аналогічно прирівнюємо вільні члени, і отримуємо рівняння:
{\displaystyle (-4A-2B)=1}.
Об'єднуємо ці два рівняння в систему:
{\displaystyle \left\{{\begin{matrix}A+B=0\\-4A-2B=1\end{matrix}}\right.}.
Розв'язуючи цю систему, знаходимо,що
{\displaystyle A=-{\frac {1}{2}}},
{\displaystyle B={\frac {1}{2}}}.
Отже, маємо розклад
{\displaystyle {\frac {1}{x^{2}-6x+8}}={\frac {-1/2}{x-2}}+{\frac {1/2}{x-4}}}
Тоді, інтеграл від дробу
{\displaystyle \int {\frac {1}{x^{2}-6x+8}}\,dx}
буде дорівнювати сумі інтегралів від двох дробів
{\displaystyle \int {\frac {1}{x^{2}-6x+8}}\,dx=\int {\frac {-1/2}{x-2}}\,dx+\int {\frac {1/2}{x-4}}\,dx}.
Враховуючи, що під знаком диференціалу до змінної можна додавати будь-яку константу, запишемо
{\displaystyle \int {\frac {1}{x^{2}-6x+8}}\,dx=\int {\frac {-1/2}{x-2}}\,d(x-2)+\int {\frac {1/2}{x-4}}\,d(x-4)}
Зробимо дві заміни
{\displaystyle (x-2)=z}, {\displaystyle (x-4)=y}.
Тоді інтеграл прийме вигляд
{\displaystyle \int {\frac {1}{x^{2}-6x+8}}\,dx=-{\frac {1}{2}}\int {\frac {1}{z}}\,d(z)+{\frac {1}{2}}\int {\frac {1}{y}}\,d(y)}.
Ці два інтеграли можна знайти за таблицею інтегралів. Тоді остаточно отримуємо:
{\displaystyle \int {\frac {1}{x^{2}-6x+8}}\,dx=-{\frac {1}{2}}\ln |z|+{\frac {1}{2}}\ln |y|+C}
або
{\displaystyle \int {\frac {1}{x^{2}-6x+8}}\,dx=-{\frac {1}{2}}\ln |x-2|+{\frac {1}{2}}\ln |x-4|+C}.

## Многочлен першого степеня в знаменнику
Підстановка u = ax + b, du = a dx дозволяє спростити інтеграл
{\displaystyle \int {1 \over ax+b}\,dx}
до
{\displaystyle \int {1 \over u}\,{du \over a}={1 \over a}\int {du \over u}={1 \over a}\ln \left|u\right|+C={1 \over a}\ln \left|ax+b\right|+C.}

## Многочлен першого степеня в знаменнику, зведений до деякого цілого додатного степеня
Та ж сама підстановка спрощує інтеграл, подібний наступному
{\displaystyle \int {1 \over (ax+b)^{8}}\,dx}
до
{\displaystyle \int {1 \over u^{8}}\,{du \over a}={1 \over a}\int u^{-8}\,du={1 \over a}\cdot {u^{-7} \over (-7)}+C={-1 \over 7au^{7}}+C={-1 \over 7a(ax+b)^{7}}+C.}

## В знаменнику многочлен другого степеня, який не має дійсних коренів
Розглянемо інтеграл
{\displaystyle \int {x+6 \over x^{2}-8x+25}\,dx.}
Найпростіший шлях побачити, що знаменник x2 − 8x + 25 не має дійсних коренів, полягає в тому, щоб обчислити його дискримінант, і побачити, що цей дискримінант від'ємний. Іншим чином, можна виділити повний квадрат в знаменнику:
{\displaystyle x^{2}-8x+25=(x^{2}-8x+16)+9=(x-4)^{2}+9\,}
і можна побачити, що знаменник являє собою суму квадратів двох чисел, і ця сума ніколи не може бути рівною 0 або менше 0, якщо x — дійсне число.
Використовуючи підстановку
{\displaystyle {\begin{aligned}u&=x^{2}-8x+25\\du&=(2x-8)\,dx\\du/2&=(x-4)\,dx\end{aligned}}}
нам потрібно виділити вираз x − 4 в чисельнику. Тоді мі зможемо записати чисельник x + 6 у вигляді суми (x − 4) + 10, і тоді інтеграл буде записан у вигляді
{\displaystyle \int {x-4 \over x^{2}-8x+25}\,dx+\int {10 \over x^{2}-8x+25}\,dx.}
Наведена вище підстановка дозволяє взяти перший із цих двох інтегралів:
{\displaystyle \int {x-4 \over x^{2}-8x+25}\,dx=\int {du/2 \over u}={1 \over 2}\ln \left|u\right|+C={1 \over 2}\ln(x^{2}-8x+25)+C.}
Причина, з якої ми можемо опустити модульні дужки, є у тому, що, як ми казали раніше, вираз (x − 4)2 + 9 не може мати від'ємних значень.
Далі треба взяти інтеграл
{\displaystyle \int {10 \over x^{2}-8x+25}\,dx.}
В першу чергу, виділимо повний квадрат в знаменнику, після чого проведемо не складні алгебраїчні перетворення:
{\displaystyle {\begin{aligned}&{}\quad \int {10 \over x^{2}-8x+25}\,dx=\int {10 \over (x-4)^{2}+9}\,dx\\[9pt]&=\int {10/9 \over \left({x-4 \over 3}\right)^{2}+1}\,dx={10 \over 3}\int {1 \over \left({x-4 \over 3}\right)^{2}+1}\,\left({dx \over 3}\right)\end{aligned}}}
Тепер використаємо наступну підстановку
{\displaystyle w=(x-4)/3\,}
{\displaystyle dw=dx/3\,}
що дозволяє знайти
{\displaystyle {10 \over 3}\int {dw \over w^{2}+1}={10 \over 3}\operatorname {arctg} \,w+C={10 \over 3}\operatorname {arctg} \left({x-4 \over 3}\right)+C.}
Додаючи обидва знайдених вирази, запишемо результат інтегрування
{\displaystyle \int {x+6 \over x^{2}-8x+25}\,dx={1 \over 2}\ln(x^{2}-8x+25)+{10 \over 3}\operatorname {arctg} \left({x-4 \over 3}\right)+C.}

### Використання комплексного розкладу
В деяких випадках зручніше використовувати комплексний розклад многочлена. Так, у наведеному вище прикладі:
{\displaystyle \int {x+6 \over x^{2}-8x+25}\,dx}
Розкладаємо знаменник на два комплексні множники:
{\displaystyle x^{2}-8x+25=(x-4+3i)(x-4-3i)}
Після чого шукаємо розклад підінтегрального виразу на два доданки:
{\displaystyle {\frac {x+6}{x^{2}-8x+25}}={\frac {A}{x-4+3i}}+{\frac {B}{x-4-3i}}}
Вирішивши нескладну систему лінійних рівнянь, отримуємо:
{\displaystyle A={\tfrac {1}{2}}+{\tfrac {5}{3}}i,B={\tfrac {1}{2}}-{\tfrac {5}{3}}i}
{\displaystyle \int {\frac {x+6}{x^{2}-8x+25}}\,dx=({\tfrac {1}{2}}+{\tfrac {5}{3}}i)\int {\frac {1}{x-4+3i}}\,dx+({\tfrac {1}{2}}-{\tfrac {5}{3}}i)\int {\frac {1}{x-4+3i}}\,dx}
Після інтегрування маємо:
{\displaystyle \left({\tfrac {1}{2}}+{\tfrac {5}{3}}i\right)\ln(x-4+3i)+\left({\tfrac {1}{2}}-{\tfrac {5}{3}}i\right)\ln(x-4-3i)+C}
Згрупуємо окремо дійсні та уявні доданки:
{\displaystyle {\tfrac {1}{2}}\left(\ln(x-4+3i)+\ln(x-4-3i)\right)+{\tfrac {5}{3}}i\left(\ln(x-4+3i)-\ln(x-4-3i)\right)+C}
{\displaystyle {\tfrac {1}{2}}\ln \left((x-4+3i)(x-4-3i)\right)+{\tfrac {5}{3}}i\ln {\frac {x-4+3i}{x-4-3i}}+C}
{\displaystyle {\tfrac {1}{2}}\ln(x^{2}-8x+25)+{\tfrac {5}{3}}i\ln {\frac {1-i{\frac {x-4}{3}}}{1+i{\frac {x-4}{3}}}}+C}
Як відомо, арктангенс комплексного змінного виражаеться через логарифм:
{\displaystyle \operatorname {arctg} \,z={\tfrac {1}{2}}i\ln {\frac {1-i\,z}{1+i\,z}}}
Це дає нам можливість переписати другий доданок через арктангенс:
{\displaystyle {\tfrac {1}{2}}\ln(x^{2}-8x+25)+{\tfrac {10}{3}}\operatorname {arctg} {\frac {x-4}{3}}+C}

## В знаменнику многочлен другого степеня, зведений до цілого додатного степеня
Розглянемо інтеграл
{\displaystyle \int {x+6 \over (x^{2}-8x+25)^{8}}\,dx.}
Так само, як це робилося вище, можна представити чисельник x + 6 у вигляді суми (x − 4) + 10, і взяти ту частину, котра містить вираз x − 4, за допомогою підстановки
{\displaystyle {\begin{aligned}u&=x^{2}-8x+25,\\du&=(2x-8)\,dx,\\du/2&=(x-4)\,dx.\end{aligned}}}
Нам залишається лише знайти інтеграл
{\displaystyle \int {10 \over (x^{2}-8x+25)^{8}}\,dx.}
Як це робилося вище, спочатку виділимо повний квадрат, після цього зробимо нескладні математичні дії
{\displaystyle \int {10 \over (x^{2}-8x+25)^{8}}\,dx=\int {10 \over ((x-4)^{2}+9)^{8}}\,dx=\int {10/9^{8} \over \left(\left({x-4 \over 3}\right)^{2}+1\right)^{8}}\,dx.}
Після цього можна використовувати підстановку:
{\displaystyle \operatorname {tg} \theta ={x-4 \over 3},\,}
{\displaystyle \left({x-4 \over 3}\right)^{2}+1=\operatorname {tg} ^{2}\theta +1=\sec ^{2}\theta ,\,}
{\displaystyle d(\operatorname {tg} \theta )=\sec ^{2}\theta \,d\theta ={dx \over 3}.\,}
Після чого інтеграл приймає вигляд
{\displaystyle \int {30/9^{8} \over \sec ^{16}\theta }\sec ^{2}\theta \,d\theta ={30 \over 9^{8}}\int \cos ^{14}\theta \,d\theta .}
Декілька разів використовуючи формулу
{\displaystyle \cos ^{2}\theta ={1 \over 2}(1+\cos(2\theta )),}
можна спрощувати цей інтеграл, до поки підінтегральний вираз не буде мати cos θ в степені, більше ніж 1.
Далі варто виразити sin(θ) і cos(θ) як функції від x. Приймемо, що
{\displaystyle \operatorname {tg} (\theta )={x-4 \over 3},}
і що тангенс = (протилежна сторона)/(прилегла сторона). Якщо «протилежна» сторона має довжину x − 4 і «прилегла» сторона має довжину 3, то згідно теоремі Піфагора гіпотенуза має довжину √((x − 4)2 + 32) = √(x2 −8x + 25).
Маємо
{\displaystyle \sin(\theta )={x-4 \over {\sqrt {x^{2}-8x+25}}},}
{\displaystyle \cos(\theta )={3 \over {\sqrt {x^{2}-8x+25}}},}
і
{\displaystyle \sin(2\theta )=2\sin(\theta )\cos(\theta )={6(x-4) \over x^{2}-8x+25}.}